# Аккайнар (Таскалинський район)
Аккайна́р (каз. Аққайнар) — село у складі Таскалинського району Західноказахстанської області Казахстану. Входить до складу Мерейського сільського округу.
У радянські часи село називалось Астраханкіно.
Населення — 32 особи (2021; 61 у 2009, 163 у 1999, 280 у 1989).